# Kommunikationsradio

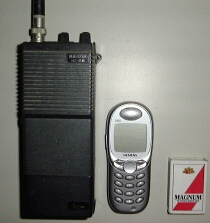
En typisk kommunikationsradio (VHF) jämförd i storlek med en mobiltelefon och en tändsticksask

Kommunikationsradio, förkortat komradio, även kallat radiotelefon, är en radioapparat som är både sändare och mottagare, en så kallad transceiver. Kommunikationsradio används i många sammanhang, till exempel inom flygtrafik, sjöfart och räddningstjänst samt av radioamatörer, jägare, industrin, polisen med flera på därtill reserverade frekvenser. En bärbar kommunikationsradio kallas ofta walkie-talkie. Mobiltelefoner räknas i allmänhet inte som radiotelefoner, då samtal direkt mellan telefonerna inte är möjliga. Amatörradio faller ofta utanför begreppet kommunikationsradio, eftersom ändamålet inte är överföringen av information, utan det är mediet i sig som är av intresse, och många är inte sändaramatörer utan lyssnar mest på andras trafik eller avlägsen rundradio. 

## Användning
Kommunikationsradio kan användas i huvudsak på två sätt: 
- direktkommunikation mellan två eller flera stationer utan kontakt med någon basstation – detta ger en relativt kort räckvidd men har fördelen att vara oberoende av infrastruktur
- med basstation, i detta sammanhang kallad relästation eller repeater – räckvidden blir längre men man måste befinna sig inom basstationens täckningsområde. Repeatern kan ändra utfrekvensen för att inte orsaka rundgång.

Kommunikationen i kommunikationsradio skickas i de flesta system i klarspråk, så att var och en inom hörbarhetsområdet med samma kanal kopplad (liksom personer i närheten) kan höra samtalet. Anropare ska ange vem man adresserar och identifiera sig med anropssignal. Att interferera med andras dialog utan tillräckliga skäl anses som dålig radiokultur.
Det är i allmänhet förbjudet att berätta eller utnyttja det man hört, om det inte var riktat till en själv eller till allmänheten.

## Kanaler

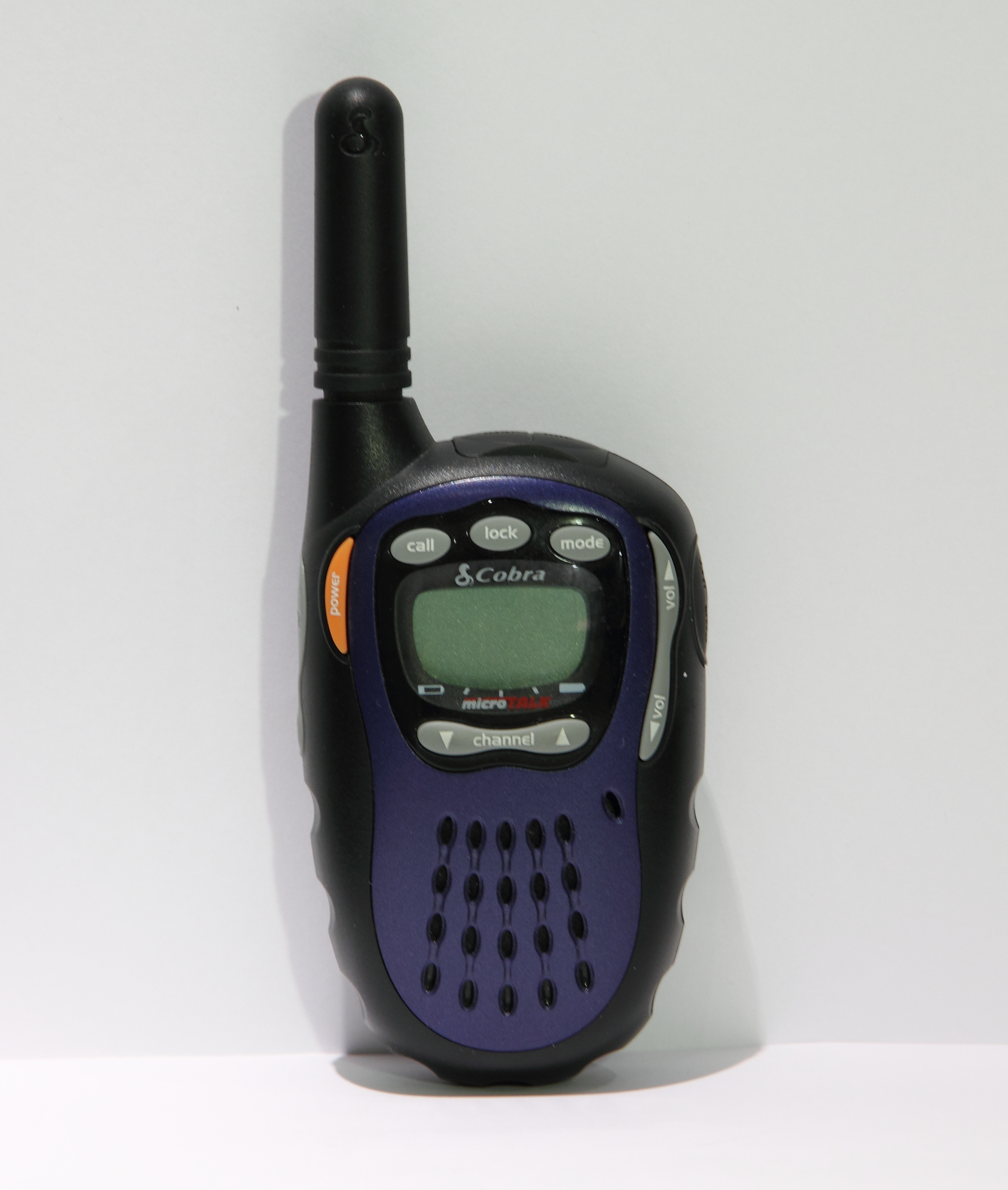
Liten PMR446-radio med piltangenter för kanalval.

En radiotelefon är konstruerad för att kunna användas med ett visst frekvensband, som i sin tur är uppdelat i kanaler med var sin frekvens. Då man talar i telefonen hör de som ställt in sin telefon på samma kanal. Det finns telefoner som klarar kanaler på mer än ett frekvensband, men dessa är ovanliga. En del telefoner kan "scanna", turvis lyssna på två eller flera kanaler och automatiskt byta till den kanal där det för tillfället finns trafik. Detta är viktigt för att inte missa anrop på nödfrekvens.
Det är inte alltid som alla telefoner för ett visst frekvensband har tillgång till alla kanalerna i bandet. Man bör då välja en kanal som alla man vill tala med har tillgång till. En grupp som samarbetar med hjälp av kommunikationsradio använder ofta en viss kanal, men då två olika grupper inom hörbarhetsområdet råkat välja samma kanal kan man vara tvungen att byta. I vissa frekvensband finns en allmänt använd anropskanal på vilken man kan berätta på vilken arbetskanal samtalet skall fortsätta. Man kan också privat komma överens om en anropskanal. Vid konfidentiell överföring används ibland en teknik där frekvens skiftas snabbt mellan kanaler så att en obehörig lyssnare inte hänger med, eller digital krypterad trafik, men på många frekvensband är detta otillåtet. Vanligen används samma frekvens (simplex) för sändning och mottagning, vilket innebär att bara en kan tala åt gången. (halv-duplex använder två frekvenser).
Då antalet kanaler för det mesta är mycket begränsat, förekommer system med så kallade subtoner: vid sidan av kanal väljer man då också en "kodande" subton. Denna subton sänds i samband med den normala sändningen och känns igen av andra telefoner, som aktiverar högtalaren enbart vid önskad subton. På så sätt hör man inte andra grupper som använder samma kanal, men om någon ur vardera gruppen försöker använda kanalen samtidigt hjälper subtonen inte (det är alltså bra att innan sändning lyssna på kanalen utan subtonsbegränsning).

## Tillstånd

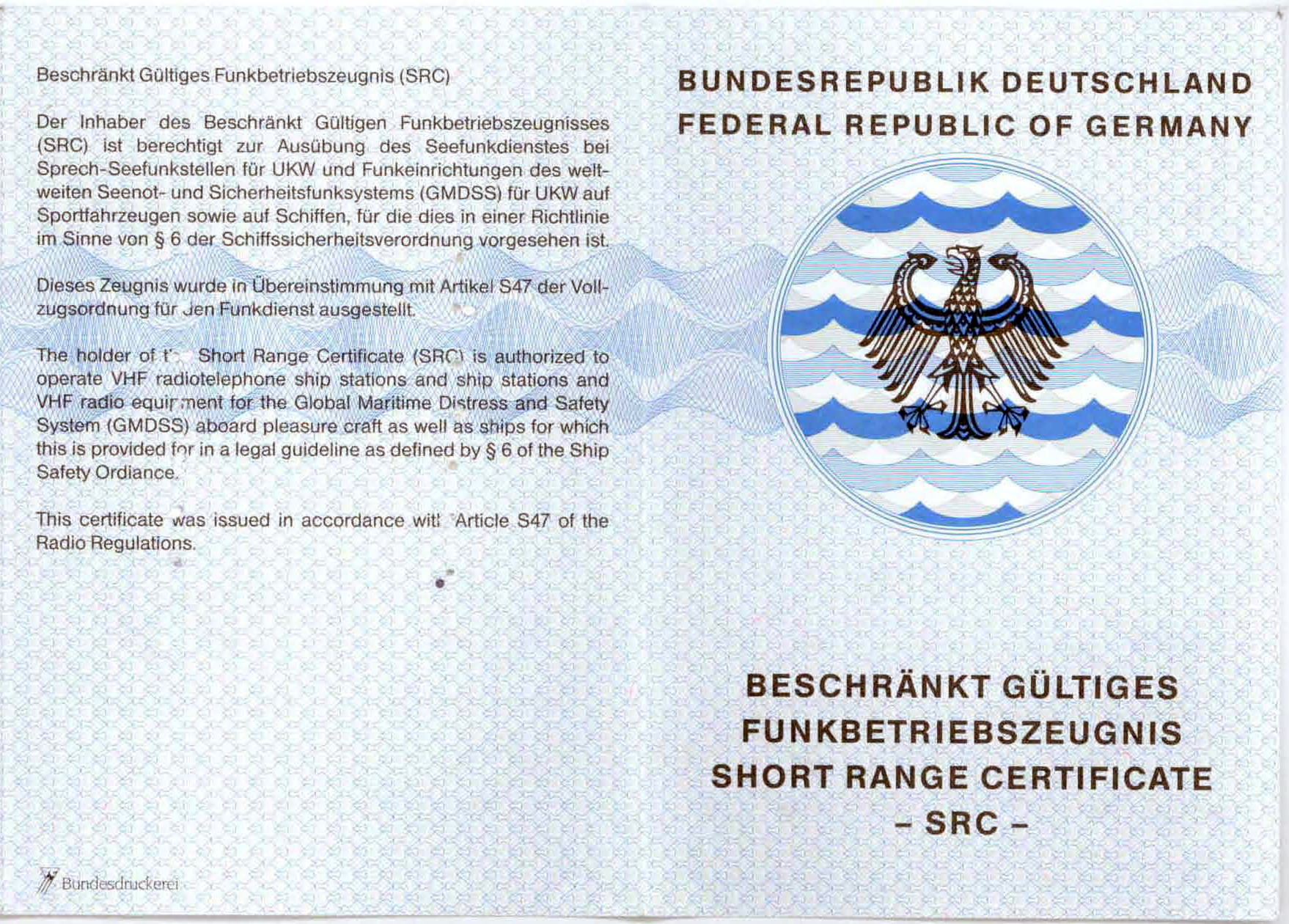
Marin VHF kräver operatörscertifikat.

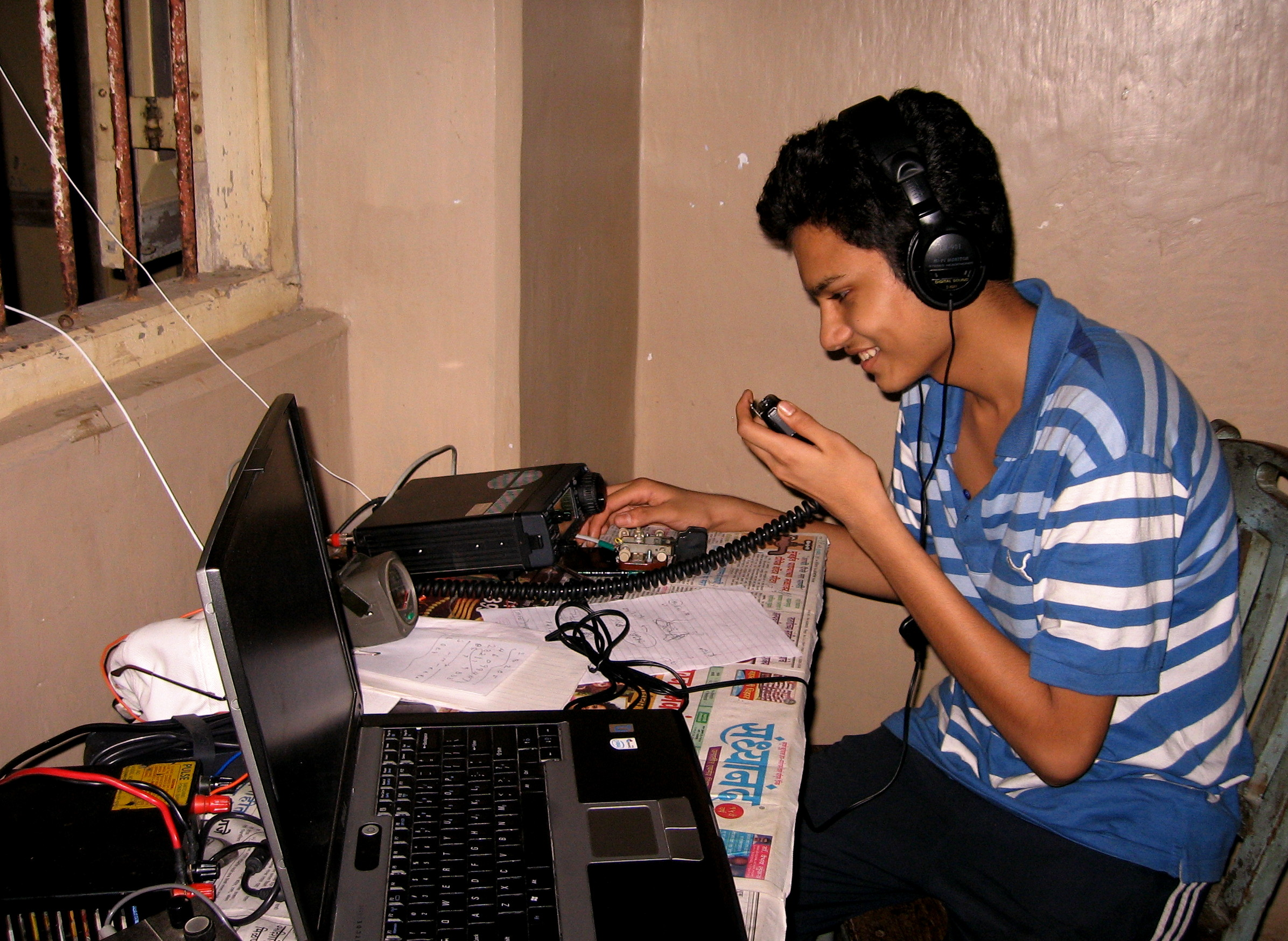
En radioamatör vid sin radiostation.

Frekvensbanden för kommunikationsradio får i allmänhet användas endast med typgodkänd apparatur. För vissa frekvensband måste man ha tillstånd för sändarna och eventuellt också operatörslicens, såsom för marin VHF och för frekvenser för radioamatörer. Radioamatörer måste genomgå kunskapsprov för amatörradiocertifikat. Vid amatörradiotrafik ska den talande identifiera sig med sin licenskod, anropssignal. Ifråga om sjöradio är anropssignalen knuten till radiostationen (fartyget).
Radiosändning utan rätt tillstånd är olagligt eftersom trafik på fel frekvens eller för hög effekt kan störa annan radio och elektronisk utrustning. Rundradio utan tillstånd kallas ibland piratradio. Brott mot bestämmelserna kan i Sverige straffas med fängelse enligt Radio- och TV-lagen (SFS 2010:696) och Lag om elektronisk kommunikation (SFS 2003:389). Utrustning med radiosändare för trådlös elektronik täcks i allmänhet av tillverkarens tillstånd för arbetsfrekvensen (men självimporterad sådan apparatur uppfyller inte alltid villkoren i det egna landet).
Vanligen är frekvenserna avsedda antingen för analogt tal, digitalt tal eller dataöverföring. Vissa kanaler kan användas på flera sätt, varvid annan än den egna ger sig till känna som störningar.
En del av kommunikationsradiostandarderna är internationella. Radioapparater byggda för dessa kan användas i stora delar av världen. Det finns dock nationella variationer också i dessa fall. Till exempel har marin VHF tilläggskanaler i vissa farvatten (i Norden för fiske- och fritidsfarkoster) och PMR 446 ett extra frekvensband i Sverige. Man bör se till att inte använda sådana tilläggskanaler då man är utomlands, om man inte kontrollerat bestämmelserna.
Det finns också frekvensband som tilldelas på nationell bas och får användas bara i enstaka länder. Detta gäller till exempel jaktradio-frekvenserna 31 och 155, det nya 69-bandet samt frekvensband använda av t.ex. industrier och andra företag som 156 och 444 MHz.
Då frekvenser används på olika sätt i olika länder kan det finnas begränsningar i hur kanalen får användas nära gränsen. Så får till exempel vissa kanaler i finsk jaktradio inte användas nära landets landgränser och vissa kanaler i svensk jaktradio inte användas vid farvatten (då samma kanaler används för sjöfart enligt internationella bestämmelser).
De flesta frekvensbanden är förbehållna specifika användningsändamål. En del kanaler är för yrkes- eller fritidsbruk i allmänhet, en del för mer specifika ändamål, såsom kanal 1 i 68 MHz-bandet i Finland för "radiotrafik i anslutning till vägservice" och kanal 3 för "radiotrafik i anslutning till frivillig räddningstjänst" (medan de flesta kanalerna i bandet är för "fritids- och arbetsförbindelser" utan närmare specifikation).
En del frekvenser är definierade internationellt för nödradio, och användning till annat är därför förbjuden. En nödradiokanal på 27 MHz-bandet (CB-radio) är kanal 11A, ingen passning på denna sker dock i Sverige numera. 
Den internationella nödfrekvensen för luftfarten, 121,5 MHz (amplitudmodulering) får endast användas för nödtrafik.
Den internationella anrops- och nödkanalen för sjöfarten på VHF, kanal 16 (156,8 MHz frekvensmodulering) får användas för både nödtrafik och anrop.

## Hörbarhet

Användning av relästation då terrängen förhindrar direkt kontakt.

Avståndet på vilket samtal kan föras varierar beroende på bland annat terränghinder, frekvens (våglängd), antennernas egenskaper och använd effekt. Vissa frekvenser är också mer utsatta för störningar än andra. De radiosystem som använder digital kodning kan i någon mån kompensera för störningar och svag signal med system för felkorrigering. I traditionell radiotrafik används bokstavering för att nyckelord skall uppfattas trots störningar.
Hörbarheten på höga frekvenser (VHF, UHF) är i allmänhet i storleksordning mellan några kilometer och några tiotal kilometer, då vågorna under normala förhållanden inte kan ta sig mer än något förbi horisonten. Lågfrekventa radiovågor (kortvåg, mellanvåg och långvåg) kan höras på mycket långt håll under goda förhållanden, givet tillräcklig sändareffekt. Också med måttlig effekt kan samtal ibland höras på mycket långt håll, främst nattetid då radiovågorna studsar i jonosfären (atmosfärisk refraktion).
Olika typer av hinder påverkar frekvenser på olika sätt, vilket är varför olika typer av kommunikationsradio lämpar sig för olika behov. Dels gäller det hur bra de tränger igenom hindren (skog, byggnader), dels hur bra de tar sig förbi hindren (byggnader, terrängformationer).
Antennens längd skall vanligen (beroende bland annat på antenntyp) helst sammanfalla med våglängden. Ofta använder man kortare antenner (typiskt en halv, en fjärdedels eller en åttondels våglängd) på bärbara radioapparater, varvid en extern antenn kan öka hörbarheten, i synnerhet då den kan monteras på ett ställe utan hinder för strålarna. Å andra sidan dämpar en antennledning signalen, ju längre desto mera, och måste anpassas impedansmässigt för att inte förlora för mycket effekt. Smuts på antennen och metallföremål i närheten kan också störa. Ett jordplan kan hjälpa, ävenså element som fungerar som "direktor".
Högsta tillåtna sändareffekt anpassas ofta med tanke på hur frekvensbandet skall användas. Hög effekt betyder att radion stör andra samtal på längre avstånd. Höjd effekt ökar också mängden biprodukter i strålningen, (att radion "skvätter") och riskerar att störa radio på andra frekvenser på otillåtet sätt. 
I vissa fall är det tillåtet att använda en riktad antenn, som koncentrerar den tillåtna effekten i riktning mot den radiostation man skall kommunicera med. En riktantenn kan exempelvis göras som en dipolantenn med reflektor och direktorer.

## Exempel
| Namn                                                                        | Frekvens    | Kommentar |
| --------------------------------------------------------------------------- | ----------- | --- |
| CB-radio licensfri                                                          | 27 MHz      | LA-, PR 27- och CB-kommunikationsradio med modulationstyp AM, FM och SSB (LSB och USB) 40 kanaler. I vissa länder, t.ex. England, Tyskland och Australien används 80 kanaler. I de flesta länder i Östeuropa ligger man en halv kanal "förskjutet". Kanal 11A är sk. babysitter. Nödkanaler är kanal 9 och 19. |
| svensk mobil komradio licensfri                                             | 31 MHz      | ofta använd av jägare, 40 kanaler. Kanal 20 anges som anropskanal. |
| finsk jaktradio m.m. (VHF), Även 18 i Sverige licensfria kanaler på 69 MHz. | 67–72 MHz   | Jägare, frivilliga räddningstjänsten m.fl. Licensfria kanaler för t.ex. fritidsbruk. Kanal 1 - 9 har 25W uteffekt. Kanal 10 - 18 har 5W uteffekt. |
| flygradio                                                                   | 118-137 MHz | Används av civilt och militärt flyg, och tidigare av polis, brandkår m.m. |
| MURS                                                                        | 153 MHz     | Multi-Use Radio Service (USA och Kanada) |
| svensk jaktradio samt jord- och skogsbruk, + fiske. dessutom en yrkeskanal  | 155 MHz     | Vissa kanaler får inte användas vid farvatten. |
| Marin VHF                                                                   | 156–174 MHz | Endast för sjöfarten, tillstånd krävs. |
| SRBR/KDR444                                                                 | 444 MHz     | Licensfritt i Sverige (8 kanaler) och Norge (6 kanaler). |
| PMR446                                                                      | 446 MHz     | Privat Mobile Radio, 446 MHz. Licensfritt i hela EU. |
| GMRS                                                                        | 465 MHz     | General Mobile Radio Service (USA och Kanada) |
| FRS                                                                         | 465 MHz     | Family Radio Service (USA och Kanada) |
| ATS-radio 09/Radio 4500                                                     |             | svenska försvaret |
| VIRVE                                                                       |             | finska myndighetsnätverket |
| RAKEL                                                                       |             | svenska myndighetsnätverket |